# اور ارناندس
اور ارناندس (اسپانیایی: Ever Hernández‎؛ زادهٔ ۱۱ دسامبر ۱۹۵۸) بازیکن فوتبال اهل السالوادور بود.
از باشگاه‌هایی که در آن بازی کرده‌است می‌توان به باشگاه فوتبال فاس و باشگاه فوتبال آلیانسا اشاره کرد.
وی همچنین در تیم ملی فوتبال السالوادور بازی کرده‌است.